# Bombay Talkies (film, 2013)
Ne doit pas être confondu avec Bombay Talkie ou Bombay Talkies.
Pour plus de détails, voir Fiche technique et Distribution.
Bombay Talkies est un film à sketches indien réalisé par Zoya Akhtar, Dibakar Banerjee, Karan Johar et Anurag Kashyap, sorti en 2013.
Composé de quatre courts métrages d'environ vingt minutes chacun, il célèbre le cinéma indien à l'occasion de son centième anniversaire. Outre les interprètes principaux, Amitabh Bachchan, Vineet Singh, Katrina Kaif, Rani Mukherjee et Nawazuddin Siddiqui, il réunit une pléiade d'acteurs et de chanteurs vedettes de Bollywood dans un clip musical composé par Amit Trivedi et chorégraphié par Vaibhavi Merchant.
Bombay Talkies est projeté hors compétition au Festival de Cannes.

## Zoom Zoom Darling
Vicky est un garçon âgé de 8 ans issu d'une famille de la classe moyenne. C'est un fan de l'actrice Katrina Kaif et il aime s'habiller en fille pour l'imiter dans ses scènes de danse, ce qui ne plait guère à son père.

### Fiche technique
- Titre : Zoom Zoom Darling
- Réalisatrice : Zoya Akhtar
- Scénario : Zoya Akhtar et Reema Kagti

### Distribution
- Naman Jain : Vicky
- Khushi Dubey
- Ranvir Shorey
- Katrina Kaif : elle-même

## Star
Purandar est un acteur raté qui lutte pour s'en sortir après la mort de son père. Les circonstances lui offrent la dernière chance de faire ses preuves, surtout aux yeux de sa fille.

### Fiche technique
- Titre : Star
- Réalisateur : Dibakar Banerjee
- Scénario : adaptation d'une nouvelle de Satyajit Ray, Patol Babu Film Star

### Distribution
- Nawazuddin Siddiqui : Purandar
- Sadashiv Amrapurkar
- Ranbir Kapoor

## Ajleeb Daastan Hai Yeh
Gayatri et Dev forment un couple citadin qui mène une vie sans histoire mais sans passion jusqu'au jour où la femme, une journaliste, fait la connaissance d'un nouveau collègue de travail. Cela change leur vie pour toujours.

### Fiche technique
- Titre : Ajleeb Daastan Hai Yeh
- Réalisateur : Karan Johar

### Distribution
- Rani Mukherjee : Gayatri
- Randeep Hooda : Dev
- Saqib Saleem : Avinash

## Muraba
Vijay, un homme d'une petite ville d'Uttar Pradesh et grand admirateur d'Amitabh Bachchan, vient à Mumbai pour exaucer le dernier souhait de son père mourant. Cela lui sauvera peut-être aussi la vie.

### Fiche technique
- Titre : Muraba
- Réalisateur : Anurag Kashyap

### Distribution
- Vineet Kumar Singh : Vijay
- Sudhir Pande
- Amitabh Bachchan : lui-même

## Fiche technique commune
- Titre : Bombay Talkies
- Musique : Amit Trivedi
- Paroliers : Amitabh Bhattacharya et Swanand Kirkire
- Productrice : Ashi Dua
- Production : Viacom 18 Motion Pictures
- Langue : hindi
- Durée : environ 80 minutes (4 x 20 min)
- Dates de sortie :
  - Inde : 3 mai 2013

## Distinctions

### Nominations
- Festival de Cannes 2013 : sélection hors compétition « Séances spéciales »